# Juillet 1830

## Événements
- France :

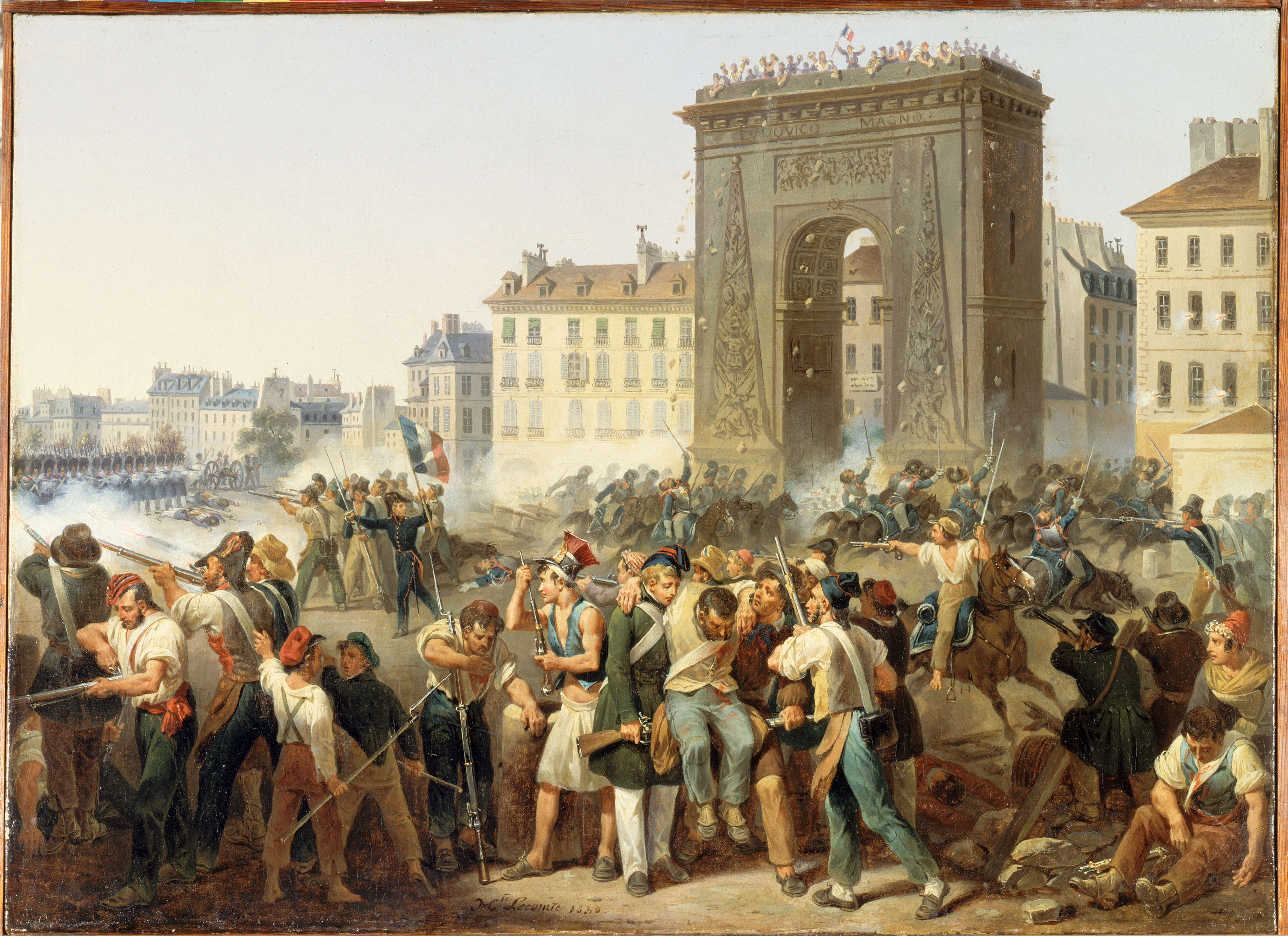
28 juillet : révolution de 1830, combat de la Porte Saint-Denis

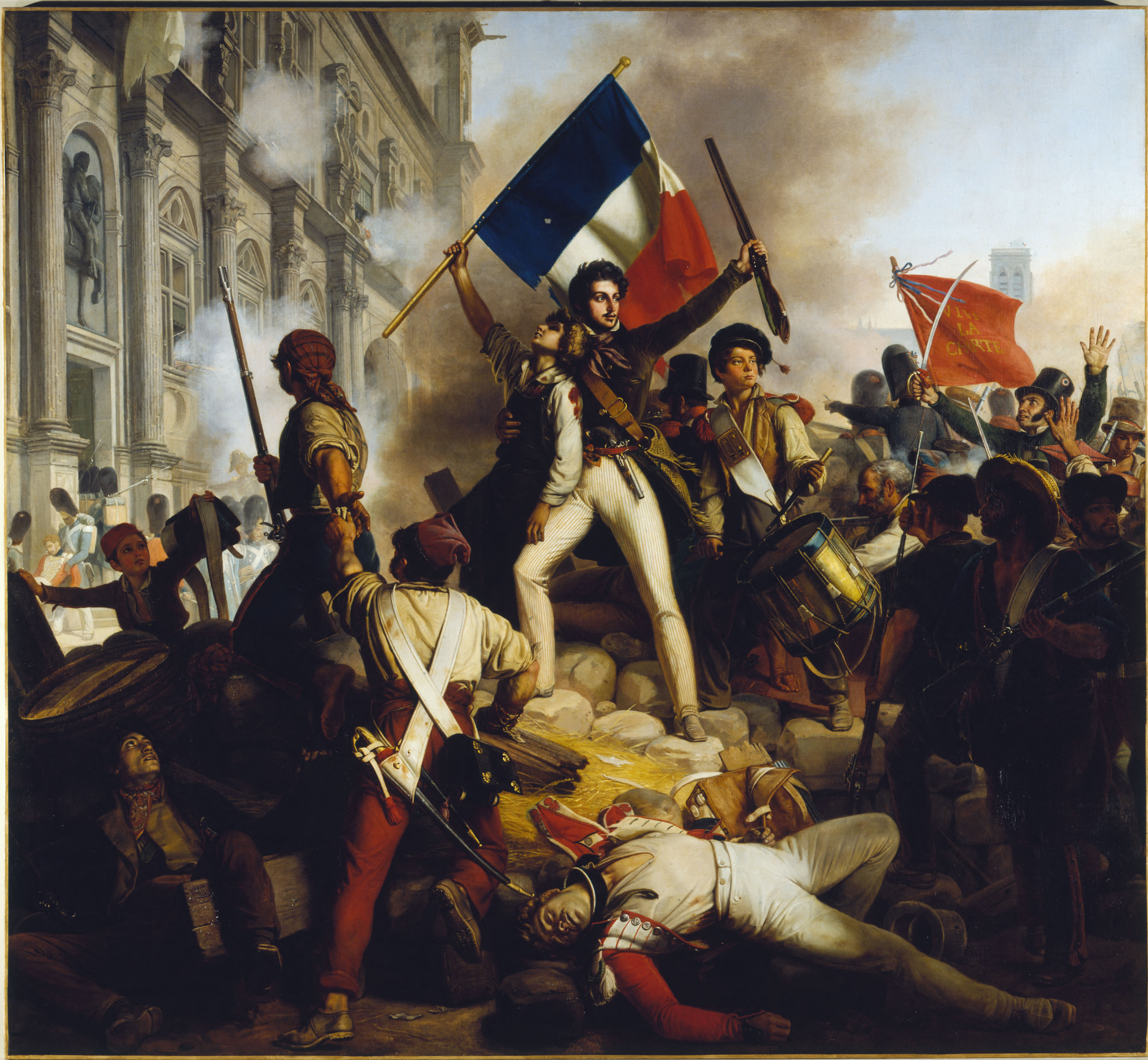
28 juillet : révolution de 1830, combat devant l'hôtel de ville

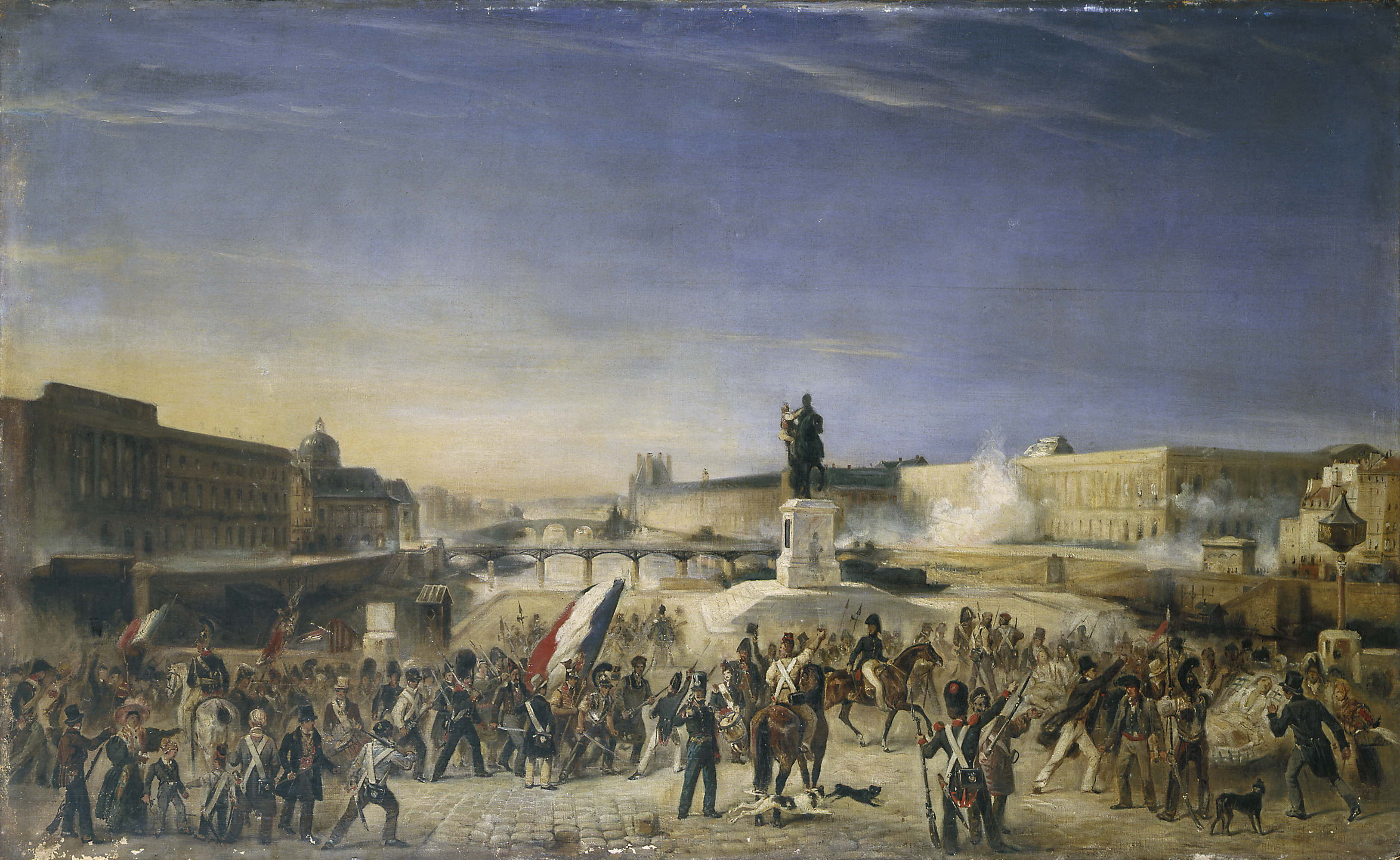
29 juillet : révolution de 1830, attaque du Louvre

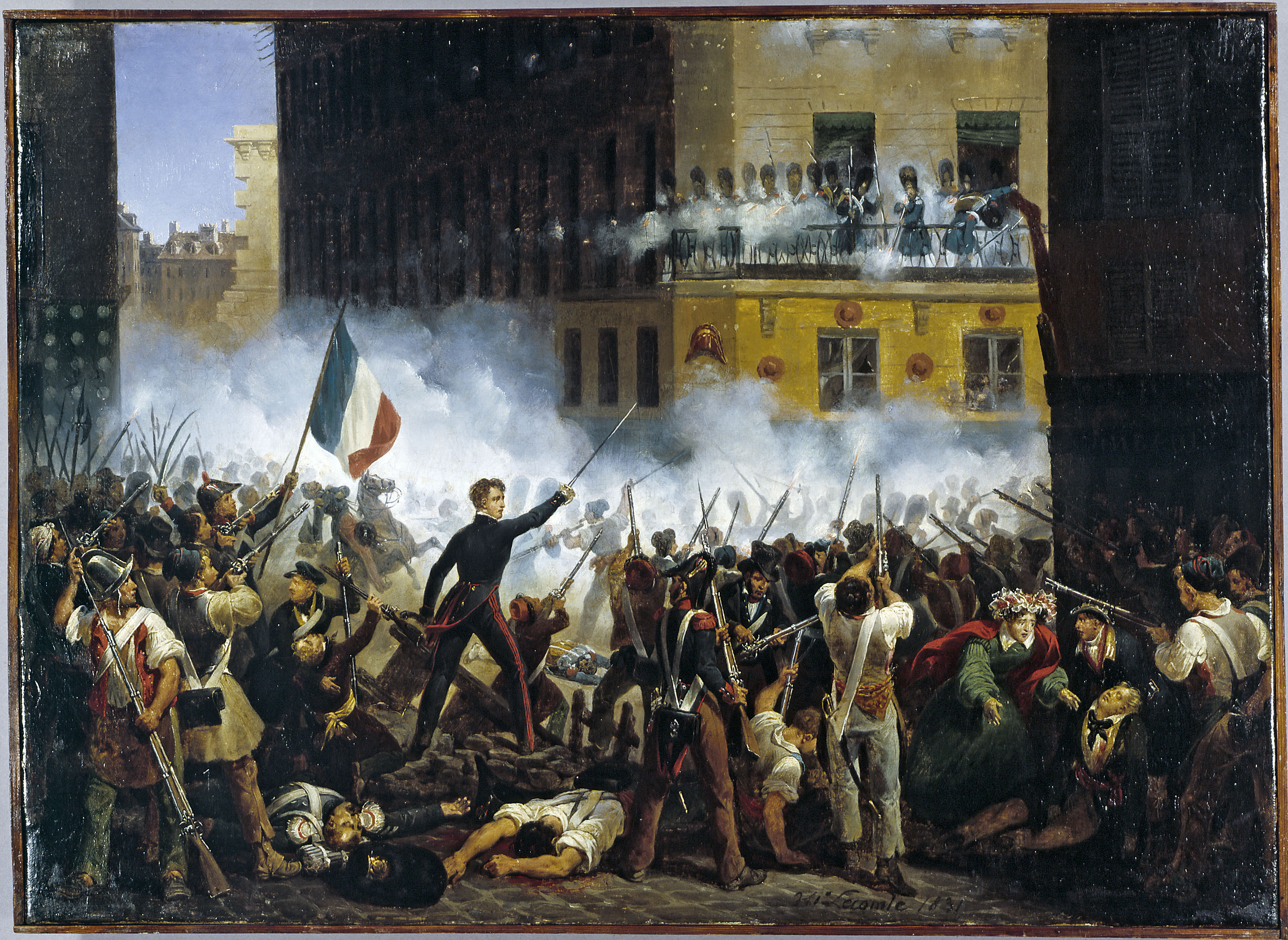
29 juillet : révolution de 1830, combat de la rue de Rohan

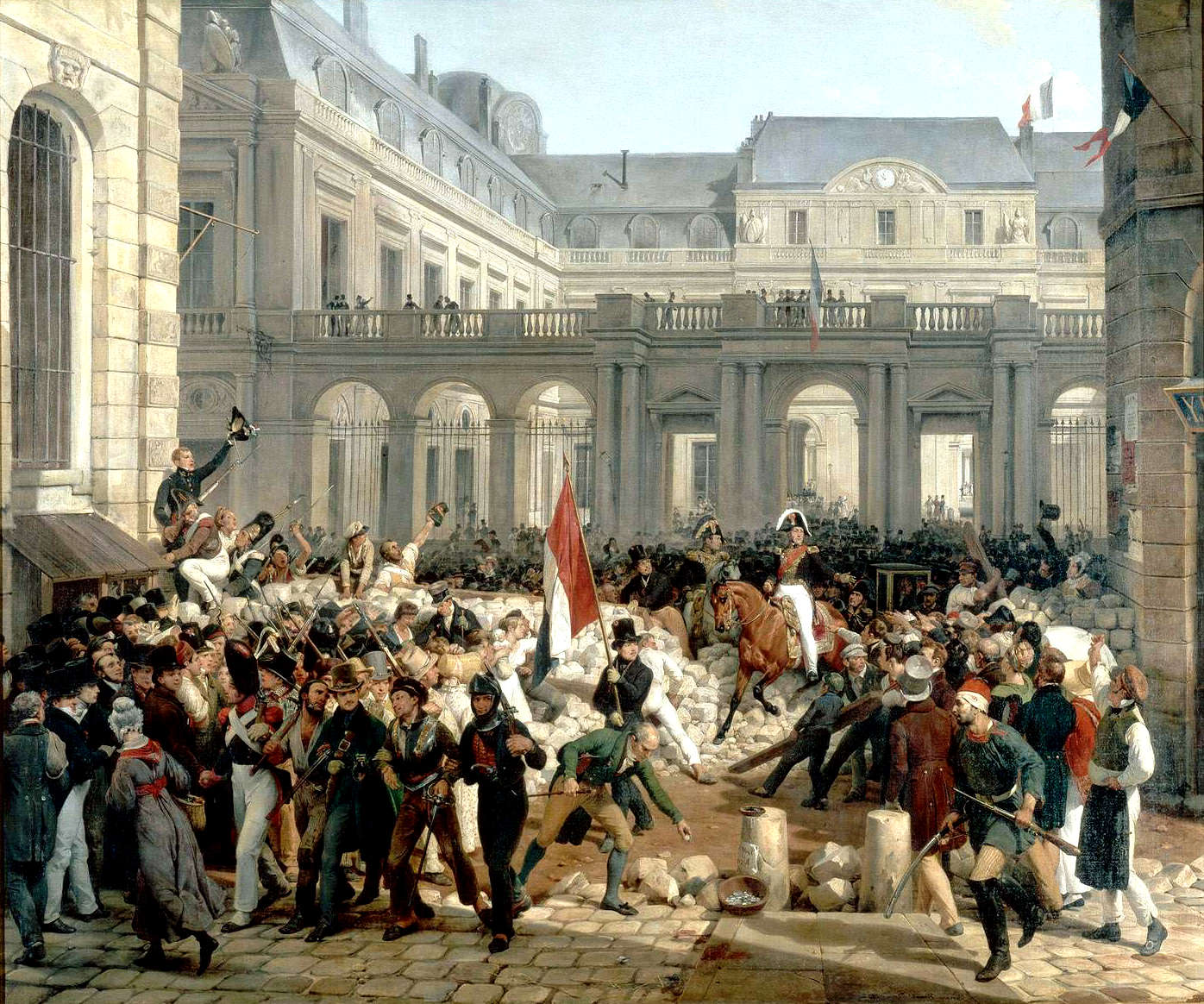
31 juillet : révolution de 1830, Louis-Philippe quitte le Palais-Royal

  - Le quatrième tome de De la religion de Constant est publié.
  - Premiers essais de vespasiennes sur les boulevards, colonnes à double usage, affichage publicitaire et urinoirs. Elles sont adoptées définitivement en 1841.
  - Rapport Lacordaire, dénonçant le comportement irréligieux des élèves et de l'administration des collèges royaux, publié dans le journal L'ami de la religion à la fin de l'année.

- 3 juillet, France : élection d'une nouvelle chambre. Au terme de la deuxième journée des élections, l'opposition (républicains et orléanistes) obtient 274 sièges sur 430.

- 5 juillet : prise d'Alger. Capitulation du dey Hussein. L'Algérie devient colonie française, jusqu'à son indépendance le 5 juillet 1962 : sur le plan diplomatique, l'expédition d'Alger, réalisée sans tenir compte des questions de la Grande-Bretagne sur les intentions de la France, déterminera son ambassadeur à ne pas soutenir la dynastie lors de la révolution de Juillet. L'envoi en Afrique et la concentration dans le sud de la France de nombreuses troupes ne peut que faciliter le succès d'une insurrection parisienne.

- 12 juillet, France : ajournement des élections dans 20 départements, dont la Seine.

- 17 juillet, France : invention de la machine à coudre par Barthélemy Thimonnier.

- 18 juillet : constitution de l'Uruguay.

- 19 juillet, France : fin des élections ajournées. Première apparition de la Vierge Marie à Catherine Labouré au couvent parisien de la rue du Bac. Elle lui aurait annoncé la chute de la monarchie…

- 22 juillet, France : François Guizot quitte Nîmes.

- 25 juillet, France :
- après la victoire de l'opposition aux élections (23 juin) Charles X utilise l'article 14 de la Charte et signe les quatre ordonnances de Saint-Cloud qui restreignent la liberté de la presse, modifient la loi électorale (modification du cens, la patente étant exclue des impôts considérés comme valables), dissolvent la chambre des députés et convoquent les collèges électoraux pour le mois de septembre, et procèdent à des nominations de conseillers d'État;
  - Victor Hugo commence à écrire Notre-Dame de Paris.

- 26 juillet, France :
- publication dans Le Moniteur des Ordonnances de Saint-Cloud;
  - réunion des journalistes dans les bureaux du National. Protestation rédigée par quarante-quatre journalistes, dont Thiers. Rémusat est prévenu vers 9 ou 10 H du matin par Placide Justin.
  - François Guizot en passant à Pouilly apprend par la malle les ordonnances.

- 27 - 29 juillet, France : révolution de juillet ou les Trois Glorieuses (en référence aux journées d'émeutes des 27, 28, 29 juillet).
  - 27 juillet :
    - à la suite de la saisie des presses de quatre journaux (Le National, Le Temps, Le Globe, Le Journal du Commerce) qui ont paru sans autorisation du gouvernement, la résistance des ouvriers typographes déclenche l'insurrection parisienne contre les ordonnances. Celle-ci est en outre électrisée par le nomination du maréchal Marmont, duc de Raguse, comme commandant militaire de Paris. La Révolution est le fait du petit peuple (boutiquiers, manœuvres ou domestiques). Premières barricades;
    - 5 H du matin, François Guizot arrive à Paris. À 11H il reçoit un billet de Casimir Périer qui le convoque chez lui.

  - 28 juillet : Marmont écrit à Charles X qui se trouve au château de Saint-Cloud : « Ce n'est plus une émeute, c'est une révolution. » Charles X signe une ordonnance mettant Paris en état de siège. Les insurgés parviennent à s'emparer de l'hôtel de ville pendant que les ministres apeurés se réfugient au palais des Tuileries sous la protection de Marmont. La défense du régime échoue : manque d'effectifs, mauvaise coordination et manque d'approvisionnement des troupes. Les combats font 800 morts et 4500 blessés du côté des insurgés, 200 morts et 800 blessés de celui de l'armée.
  - 29 juillet : à la suite de la défection de deux régiments qui passent aux insurgés, les troupes de Marmont doivent évacuer Paris et s'installer dans le bois de Boulogne. La Fayette est nommé commandant de la garde nationale (dissoute en 1827). Une commission municipale provisoire, composée de Casimir Perier, du général Mouton, de Pierre-François Audry de Puyraveau, François Mauguin et Auguste de Schonen, est chargée d'administrer la capitale. Charles X, isolé à Saint-Cloud, remplace trop tard Polignac par le libéral duc de Montemart.

- 29 juillet - 31 juillet, France : Tocqueville est volontaire dans la garde nationale de Versailles.

- 29 juillet - 1er septembre : élections générales au Royaume-Uni[1].

- 30 juillet, France :
  - Paris crie « Vive la République »;
  - François Guizot va à la Chambre, rameute les députés pour voter une résolution demandant au duc d'Orléans d'être lieutenant général du royaume;
  - sous l'impulsion du banquier Jacques Laffitte, d'Adolphe Thiers et du général Sebastiani, les orléanistes passent à l'offensive. Un manifeste invitant à appeler comme roi le duc d'Orléans est publié dans Paris après avoir rallié 47 des 50 députés présents dans la capitale, désireux d'éviter la proclamation de la République ou celle du duc de Reichstadt. À Neuilly-sur-Seine, dans la soirée, une délégation de députés propose la lieutenance générale du royaume à Louis Philippe d'Orléans, qui se rend au Palais-Royal où il passe la nuit;
  - Benjamin Constant rédige une déclaration en faveur de Philippe d'Orléans et fait partie du cortège qui l'accompagne à l'Hôtel de ville le lendemain;
  - mal en cour, mais très populaire pour ses combats sans relâche en faveur de la liberté de la presse, Chateaubriand est porté en triomphe par la jeunesse des écoles. Aux cris de "Vive la Charte", il répond : "Vive la Charte ! Vive le Roi".

- 31 juillet, France :
  - dans la nuit, Charles X quitte Saint-Cloud pour Trianon, puis Rambouillet. Tocqueville est témoin de cette fuite. Son père quitte la Chambre des pairs;
  - au matin, Louis Philippe publie une proclamation dans laquelle il déclare accepter la lieutenance générale du royaume et conclut : « La Charte sera désormais une vérité. »;
  - dans l'après-midi, une proclamation concordante de 90 députés répond à celle du duc d'Orléans;
  - à l'hôtel de ville, Louis Philippe rencontre La Fayette qui approuve le nouveau régime, et le fait acclamer du balcon, écartant ainsi la menace républicaine. La commission municipale cherche à se transformer en exécutif provisoire et nomme des commissaires aux différents départements ministériels (V. Ministère nommé par la commission municipale de Paris).

## Naissances
- 10 juillet : Camille Pissarro, peintre français († 13 novembre 1903).
- 12 juillet : Alida Stolk, peintre néerlandaise († 1er décembre 1896).
- 20 juillet : Clements Markham (mort en 1916), explorateur, écrivain, géographe et officier britannique.
- 28 juillet : Adèle Hugo, cinquième enfant de Victor Hugo († 21 avril 1915).